# Ceramiche Refin
Ceramiche Refin S.p.A. è una società per azioni italiana, che produce piastrelle in grès porcellanato.

## Storia
Ceramiche  Refin  Spa  viene  costituita  nel 1961 nel distretto ceramico industriale di Sassuolo e negli anni seguenti produce "biscotto", ovvero un semilavorato in ceramica destinato a successiva smaltatura.
L'azienda viene poi convertita a ciclo completo per la produzione di pavimenti in bicottura a cui successivamente si affianca, a partire dai primi anni settanta, la produzione di bicottura per rivestimenti.
Nella produzione di monocottura da pavimento in pasta rossa, ricavata da argille locali, Refin diventa una delle aziende leader del settore, anche grazie alla produzione di formati di grandi dimensioni (all'epoca fino a 44×44cm).
L'attività  di produzione e commercio di  biscotto  viene dismessa nel 1983 a favore  della produzione  di prodotti in monocottura a pasta bianca e, a cavallo del 1987-1988, viene acquisita una nuova azienda ceramica denominata "City", destinata alla produzione di monocottura da pavimento e da rivestimento.
Nei primi anni novanta Refin viene convertita alla produzione di grès porcellanato smaltato e in massa.
Nel 1998 Ceramiche Refin entra a far parte del Gruppo Concorde, che procede ad una completa modernizzazione impiantistica.
Nel primo decennio del 2000 l'azienda vive una fase di forte sviluppo.
Ceramiche Refin è socio United States Green Building Council, l'associazione che ha diffuso gli standard LEED, sistema di certificazione di edifici progettati, costruiti e gestiti in maniera sostenibile.